# Cartoon Planet
Cartoon Planet è un programma televisivo animato statunitense del 1997, creato da Keith Crofford e Mike Lazzo.
Spin-off di Space Ghost Coast to Coast, la serie è incentrata su Space Ghost che, dopo aver recluto la sua nemesi imprigionata Zorak e il suo acerrimo nemico Brak, decide di creare un varietà televisivo.
Cartoon Planet è nato originariamente nel 1995 come blocco televisivo di cartoni animati dalla durata di un'ora. Space Ghost, Zorak e Brak avrebbero introdotto cartoni animati completi dalla libreria Turner Entertainment, tra cui vecchi cortometraggi e cartoni animati della Hanna-Barbera, inclusi gli episodi originali di Space Ghost degli anni '60. Solitamente i segmenti presentati includevano canzoni originali e scene improvvisate. La serie ha cessato di essere prodotta nel 1997, con la maggior parte delle canzoni e delle scenette riconfezionate in 22 episodi di mezz'ora, senza clip dei cartoni classici.
La serie è stata trasmessa per la prima volta negli Stati Uniti su TBS e Cartoon Network dal 10 settembre 1997 al 4 febbraio 1998. In seguito è stata rinnovata da Adult Swim trasmettendo dal 30 marzo 2012 all'8 febbraio 2014, per un totale complessivo di 146 episodi ripartiti su tre stagioni.

## Genere e struttura
Ogni episodio include segmenti tra i quali Brak's School Daze, Zorak's Horror Scopes, Poets' Corner, Brak's Monday Ratings Report, The Top 5 Cartoon Countdown (interrotto nel 1997 dopo che lo slot del sabato mattina del programma è stato ridotto a mezz'ora), Vacation Spots Around the Universe (con le clip di episodi di Ultraseven), Messages from Outer Space (sempre da Ultraseven con gli Hot Dog Men), Mailbag Day, letture da The Cartoon Planet Storybook, messaggi di Conte Floyd, Learning to Talk Italian, Nuggets of Joy from Zorak, Zorak's Helpful Hints e Cooking with Brak.
Il programma include inoltre brevi segmenti live action con il produttore televisivo Andy Merrill che indossa un costume da Space Ghost mentre svolgeva varie azioni come visitare una fattoria didattica, tagliarsi i capelli, giocare a tennis o visitare un negozio di articoli da regalo. Le introduzioni durante i primi anni del programma vedevano Merrill in costume che eseguiva un ballo amatoriale al ritmo di musica in stile mambo, si sedeva su una sedia a leggere un giornale o si addormentava al suono della ninna nanna.
Durante la prima stagione del programma, le sigle di apertura e chiusura erano estratti strumentali dai brani No One Knows My Plan e The End of the Tour dei They Might Be Giants. Clip di vari cartoni animati della libreria Turner appaiono spesso spontaneamente durante i segmenti del programma, specialmente durante i video musicali. Questi includevano Tom & Jerry, Braccio di Ferro, i cartoni animati di Tex Avery, I cortometraggi Looney Tunes / Merrie Melodies pre-agosto 1948, 2 cani stupidi, Gli antenati, I pronipoti e altri cartoni animati classici della Hanna-Barbera. Anche clip di altre proprietà di Turner sono state utilizzate come filmati di repertorio.

## Episodi
| Stagione         | Episodi | Prima TV USA | Prima TV Italia |
| ---------------- | ------- | ------------ | --------------- |
| Prima stagione   | 22      | 1997-1998    | inedita         |
| Seconda stagione | 33      | 2012         | inedita         |
| Terza stagione   | 91      | 2013-2014    | inedita         |

## Personaggi e doppiatori
- Space Ghost, voce originale di George Lowe.
- Zorak, voce originale di C. Martin Croker.
- Brak, voce originale di Andy Merrill.

## Colonne sonore
Cartoon Planet ha prodotto tre CD di colonne sonore: Modern Music for Swinging Superheroes nel 1996 (un album promozionale), Space Ghost's Musical Bar-B-Que nel 1997 e Space Ghost's Surf & Turf nel 1998. Gli ultimi due album sono stati pubblicati da Rhino Entertainment. Consistevano in canzoni e scenette di dialogo con musica di sottofondo diversa non utilizzata nel programma.